# Jillian Mercado
Jillian Mercado (30 de abril de 1987) es una modelo estadounidense. Debido a que usa silla de ruedas (debido a su atrofia muscular), es una de las pocas modelos profesionales discapacitadas en la industria de la moda.

## Primeros años
Mercado nació y creció en Nueva York. Es de ascendencia dominicana y tiene dos hermanas menores. Diagnosticada con atrofia muscular de niña, cree que su interés en el modelaje le viene de su madre, una costurera, y su padre, un vendedor de calzado. Estudió comercio desde 2006 a 2010, y fue interna de Veranda y Allure. Continuó asistiendo a la Fashion Week.

## Carrera
En 2014, Mercado figuró en una campaña para la marca Diesel, seleccionada por Nicola Formichetti. Su éxito llamó la atención del presidente de IMG Models, Ivan Bart y firmó con la agencia en agosto de 2015. Desde entonces, ha aparecido en campañas de Nordstrom como también en el catálogo de la editora de Vogue Paris, Carine Roitfeld fotografiada por Michael Avedon.
En marzo de 2016, Mercado fue una de las modelos en aparecer en la página web de Beyoncé. Más tarde esa primavera, figuró en una campaña de Target que debutó en los Billboard Latin Music Awards. En septiembre de 2016, Mercado apareció en una editorial de Glamour y Cosmopolitan. Apareció en una portada de Posture.
En febrero de 2017, Mercado apareció en una editorial de Galore.